# Hebi
Hebi (Chinês simplificado: 鹤壁, Pinyin: Hèbì) é uma cidade no norte da província chinesa de Honã, República Popular da China. Situada em terreno montanhoso, Hebi é circundada pelas cidades de Anyang e Xinxiang ao norte a ao sul respectivamente.